# Mustafa Azadzoy
Mustafa Azadzoy est un footballeur Afghan né le 24 juillet 1992 à Kaboul. Il évolue au poste de milieu de terrain au SV Atlas Delmenhorst.

## Biographie

### En club
Au cours de sa jeunesse, il est formé au Delmenhorster BV, puis au VfL Oldenburg. Néanmoins, c'est avec l'autre club de la ville, le VfB Oldenburg, qu'il commence sa carrière senior en 2011. Il marque son premier but le 13 mai 2012, à l'occasion d'un doublé lors d'une victoire 3-0 face au VfL Bückeburg. Le club termine troisième d'oberliga Niedersachsen et se voit promu en Regionalliga Nord pour la saison 2012-13.
Jouant peu, il retourne en oberliga Niedersachsen, du côté du TB Uphusen, lors de l'été 2013. Il y marque son premier but le 26 octobre 2013, lors d'une victoire 4-1 contre le LSK Hansa.
En 2016, il s'exile en Thaïlande, au Nara United, qui évolue alors en Thai League 3. Il n'y reste que six mois.
Début 2017, il s'engage avec le club du Chainat Hornbill en Thai League 2, qu'il remporte à l'issue de la saison.
Pour la saison 2018, il s'engage avec le Chiangrai United FC, club de Thai League 1, qui le prête directement au Chiangmai FC en Thai League 2. Le club termine troisième et se voit promu en première division. Il s'engage définitivement avec le club et goûte enfin à la Thai League 1. Il marque son premier but dans ce championnat le 23 février 2019, lors d'une défaite 3-2 contre le Samut Prakan City FC. L'équipe termine le championnat en position de lanterne rouge. Malgré cela, Azadzoy réussit la performance d'inscrire sept buts dans ce championnat.
Pour la saison 2020, il retourne en Thai League 2, du côté du Nakhon Pathom United FC, qui reste sur deux montées consécutives. Il y marque son premier but le 29 février 2020, lors d'un match nul 2-2 face au Nong Bua Pitchaya FC.
Lors de l'été 2020, il rejoint le Trat FC qui est promu en Thai League 1. Il joue son premier match le 13 septembre face au Chonburi FC (défaite 3-2). Il marque son premier but sous ses nouvelles couleurs deux semaines plus tard lors de la défaite 3-2 contre le Port FC. Le 10 mars 2021, il se blesse gravement au genou lors de la défaite 5-0 contre Bangkok United. L'équipe termine en position de relégable et, étant en fin de contrat, il se retrouve sans club.
En décembre 2021, il s'engage avec Muangthong United FC qui le prête en Thai League 2 à Ayutthaya United FC. Il fait ses débuts le 8 janvier 2022 face au Chainat Hornbill FC (défaite 3-2).

### En équipe nationale
Il honore sa première sélection en équipe d'Afghanistan le 2 mars 2013, lors des qualifications de l'AFC Challenge Cup 2014 contre le Sri Lanka (victoire 1-0). 
Il marque son premier but en équipe nationale le 2 septembre 2013, lors d'une victoire 3-0 contre le Bhoutan, à l'occasion de la Coupe d'Asie du Sud 2013. L'Afghanistan atteint la finale de cette compétition, en s'imposant face à l'Inde, avec un nouveau but d'Azadoy (victoire 2-0).
Le 23 mars 2017, il inscrit son troisième but avec l'Afghanistan, lors d'une rencontre amicale face à Singapour (victoire 2-1).

## Statistiques

### Buts internationaux
| Buts internationaux de Mustafa Azadzoy | Buts internationaux de Mustafa Azadzoy | Buts internationaux de Mustafa Azadzoy          | Buts internationaux de Mustafa Azadzoy | Buts internationaux de Mustafa Azadzoy | Buts internationaux de Mustafa Azadzoy | Buts internationaux de Mustafa Azadzoy      |
| N°                                     | Date                                   | Lieu                                            | Adversaire                             | Score                                  | Résultat                               | Compétition                                 |
| -------------------------------------- | -------------------------------------- | ----------------------------------------------- | -------------------------------------- | -------------------------------------- | -------------------------------------- | ------------------------------------------- |
| 1.                                     | 2 septembre 2013                       | Stade Halchowk, Katmandou, Népal                | Bhoutan                                | 2–0                                    | 3–0                                    | Premier tour de la Coupe d'Asie du Sud 2013 |
| 2.                                     | 11 septembre 2013                      | Stade Dasarath Rangasala, Katmandou, Népal      | Inde                                   | 1–0                                    | 2–0                                    | Finale de la Coupe d'Asie du Sud 2013       |
| 3.                                     | 23 mars 2017                           | Saoud bin Abdulrahman Stadium, Al Wakrah, Qatar | Singapour                              | 2–1                                    | 2–1                                    | Match amical                                |

### Sélections
| Liste des sélections de Mustafa Azadzoy | Liste des sélections de Mustafa Azadzoy | Liste des sélections de Mustafa Azadzoy                         | Liste des sélections de Mustafa Azadzoy | Liste des sélections de Mustafa Azadzoy | Liste des sélections de Mustafa Azadzoy                   | Liste des sélections de Mustafa Azadzoy | Liste des sélections de Mustafa Azadzoy                             |
| N°                                      | Date                                    | Lieu                                                            | Adversaire                              | Résultat                                | Compétition                                               | But                                     | Notes                                                               |
| --------------------------------------- | --------------------------------------- | --------------------------------------------------------------- | --------------------------------------- | --------------------------------------- | --------------------------------------------------------- | --------------------------------------- | ------------------------------------------------------------------- |
| 1.                                      | 2 mars 2013                             | Stade national du Laos, Vientiane, Laos                         | Sri Lanka                               | 1-0                                     | Éliminatoires de l'AFC Challenge Cup 2014                 |                                         | Titulaire, remplacé par Sandjar Ahmadi à la 46e minute de jeu.      |
| 2.                                      | 4 mars 2013                             | Stade national du Laos, Vientiane, Laos                         | Mongolie                                | 1-0                                     | Éliminatoires de l'AFC Challenge Cup 2014                 |                                         | Titulaire.                                                          |
| 3.                                      | 6 mars 2013                             | Stade national du Laos, Vientiane, Laos                         | Laos                                    | 1-1                                     | Éliminatoires de l'AFC Challenge Cup 2014                 |                                         | Titulaire.                                                          |
| 4.                                      | 20 août 2013                            | Stade Ghazi, Kaboul, Afghanistan                                | Pakistan                                | 3-0                                     | Match amical                                              |                                         | Titulaire.                                                          |
| 5.                                      | 2 septembre 2013                        | Stade Halchowk, Kathmandou, Népal                               | Bhoutan                                 | 3-0                                     | Premier tour de la Coupe d'Asie du Sud 2013               | 1                                       | Titulaire.                                                          |
| 6.                                      | 4 septembre 2013                        | Stade Halchowk, Kathmandou, Népal                               | Sri Lanka                               | 3-1                                     | Premier tour de la Coupe d'Asie du Sud 2013               |                                         | Titulaire.                                                          |
| 7.                                      | 6 septembre 2013                        | Stade Dasarath-Rangasala, Kathmandou, Népal                     | Maldives                                | 0-0                                     | Premier tour de la Coupe d'Asie du Sud 2013               |                                         | Titulaire.                                                          |
| 8.                                      | 8 septembre 2013                        | Stade Dasarath-Rangasala, Kathmandou, Népal                     | Népal                                   | 1-0                                     | Demi-finale de la Coupe d'Asie du Sud 2013                |                                         | Titulaire.                                                          |
| 9.                                      | 11 septembre 2013                       | Stade Dasarath-Rangasala, Kathmandou, Népal                     | Inde                                    | 2-0                                     | Finale de la Coupe d'Asie du Sud 2013                     | 1                                       | Titulaire.                                                          |
| 10.                                     | 13 avril 2014                           | Stade Maktoum Bin Rashid Al Maktoum, Dubaï, Émirats arabes unis | Kirghizistan                            | 0-0                                     | Match amical                                              |                                         | Titulaire.                                                          |
| 11.                                     | 12 mai 2014                             | Stade Al-Kuwait SC, Koweït, Koweït                              | Kirghizistan                            | 1-0                                     | Match amical                                              |                                         | Titulaire, remplacé par Amiruddin Sharifi.                          |
| 12.                                     | 14 mai 2014                             | Stade Al-Kuwait SC, Koweït, Koweït                              | Koweït                                  | 3-2                                     | Match amical                                              |                                         | Titulaire, remplacé par Zamir Daudi.                                |
| 13.                                     | 20 mai 2014                             | Hithadhoo Zone Stadium, Addu City, Maldives                     | Philippines                             | 0-0                                     | Premier tour de l'AFC Challenge Cup 2014                  |                                         | Titulaire.                                                          |
| 14.                                     | 22 mai 2014                             | Hithadhoo Zone Stadium, Addu City, Maldives                     | Turkménistan                            | 3-1                                     | Premier tour de l'AFC Challenge Cup 2014                  |                                         | Titulaire.                                                          |
| 15.                                     | 24 mai 2014                             | Hithadhoo Zone Stadium, Addu City, Maldives                     | Laos                                    | 0-0                                     | Premier tour de l'AFC Challenge Cup 2014                  |                                         | Titulaire.                                                          |
| 16.                                     | 2 juin 2015                             | Bangabandhu National Stadium, Dacca, Bangladesh                 | Bangladesh                              | 1-1                                     | Match amical                                              |                                         | Entre en jeu à la place de Kanischka Taher à la 75e minute de jeu.  |
| 17.                                     | 11 juin 2015                            | Stade Samen Al-Aeme, Machhad, Iran                              | Syrie                                   | 6-0                                     | Deuxième tour des éliminatoires de la Coupe du monde 2018 |                                         | Titulaire.                                                          |
| 18.                                     | 16 juin 2015                            | Stade olympique de Phnom Penh, Phnom Penh, Cambodge             | Cambodge                                | 1-0                                     | Deuxième tour des éliminatoires de la Coupe du monde 2018 |                                         | Titulaire, remplacé par Anwar Akbari à la 46e minute de jeu.        |
| 19.                                     | 8 octobre 2015                          | Stade national de Singapour, Singapour                          | Singapour                               | 1-0                                     | Deuxième tour des éliminatoires de la Coupe du monde 2018 |                                         | Entre en jeu à la place de Khaibar Amani à la 71e minute de jeu.    |
| 20.                                     | 13 novembre 2016                        | Stade Pamir, Douchanbé, Tadjikistan                             | Tadjikistan                             | 1-0                                     | Match amical                                              |                                         | Entre en jeu à la place de Modjieb Jamali à la 80e minute de jeu.   |
| 21.                                     | 23 mars 2017                            | Stade Saoud bin Abdulrahman, Al Wakrah, Qatar                   | Singapour                               | 2-1                                     | Match amical                                              | 1                                       | Entre en jeu à la place de Norlla Amiri à la 56e minute de jeu.     |
| 22.                                     | 28 mars 2017                            | Stade Pamir, Douchanbé, Tadjikistan                             | Viêt Nam                                | 1-1                                     | Troisième tour des éliminatoires de la Coupe d'Asie 2019  |                                         | Entre en jeu à la place de Zubayr Amiri à la 78e minute de jeu.     |
| 23.                                     | 6 juin 2017                             | Stade Theyab Awana, Al Amardhi, Émirats Arabes Unis             | Maldives                                | 2-1                                     | Match amical                                              |                                         | Titulaire, remplacé par Norlla Amiri à la 58e minute de jeu.        |
| 24.                                     | 13 juin 2017                            | Stade olympique de Phnom Penh, Phnom Penh, Cambodge             | Cambodge                                | 1-0                                     | Troisième tour des éliminatoires de la Coupe d'Asie 2019  |                                         | Entre en jeu à la place de Faysal Shayesteh à la 75e minute de jeu. |
| 25.                                     | 27 mars 2018                            | Stade Pamir, Douchanbé, Tadjikistan                             | Cambodge                                | 2-1                                     | Troisième tour des éliminatoires de la Coupe d'Asie 2019  |                                         | Titulaire, remplacé par Saber Azizi à la 87e minute de jeu.         |
| 26.                                     | 10 octobre 2019                         | Stade Al-Seeb, Sib, Oman                                        | Oman                                    | 3-0                                     | Deuxième tour des éliminatoires de la Coupe du monde 2022 |                                         | Titulaire, remplacé par Norlla Amiri à la 57e minute de jeu.        |
| 27.                                     | 1er juin 2022                           | Stade Thống Nhất, Hô Chi Minh-Ville, Viêt Nam                   | Viêt Nam                                | 2-0                                     | Match amical                                              |                                         | Entre à la place de Moshtaq Ahmadi à la 60e minute de jeu.          |
| 28.                                     | 8 juin 2022                             | Salt Lake Stadium, Calcutta, Inde                               | Hong Kong                               | 2-1                                     | Troisième tour des éliminatoires de la Coupe d'Asie 2023  |                                         | Entre en jeu à la place de Moshtaq Ahmadi à la 46e minute de jeu.   |
| 29.                                     | 11 juin 2022                            | Salt Lake Stadium, Calcutta, Inde                               | Inde                                    | 2-1                                     | Troisième tour des éliminatoires de la Coupe d'Asie 2023  |                                         | Titulaire, remplacé par Omid Musawi à la 46e minute de jeu.         |
| 30.                                     | 14 juin 2022                            | Salt Lake Stadium, Calcutta, Inde                               | Cambodge                                | 2-2                                     | Troisième tour des éliminatoires de la Coupe d'Asie 2023  |                                         | Titulaire, remplacé par Maziar Kouhyar à la 55e minute de jeu.      |

## Palmarès

### En club
- Thai League 2
  - Champion : 2017

### En sélection
- Championnat d'Asie du Sud
  - Vainqueur : 2013